# Complots capitaux
Complots capitaux est un recueil de dix-huit nouvelles de science-fiction écrites par des auteurs français ou francophones.
Le recueil, réalisé sous la direction d'Olivier Delcroix, est paru aux éditions Le Cherche midi, collection NéO, en mai 2008.
Les récits, rédigés spécialement pour l'ouvrage, proposent une « interprétation conspirationniste » d'événements historiques.

## Extraits de la préface
Une préface de six pages présente le recueil ; cette préface a pour titre « Complots Mode(s) d'emploi ».
«  (…) Voilà bien le propre des complots. Ils peuvent se nicher partout, à partir du moment où l'incompréhension, le doute, le secret et l'angoisse viennent s'insinuer dans nos esprits. Reprenons la définition du Grand Robert de la Langue française : un complot signifie « un projet concerté secrètement contre la vie, la sûreté de quelqu'un, contre une institution ». À la base de tout complot on retrouve un secret. Voilà le mot clef. Qui dit secret dit aussi manque d'explications. L'incompréhension de l'individu face à un acte mystérieux, une personne inconnue, ou plus généralement face au monde qui l'entoure : tout cela favorise la montée de l'angoisse. C'est sur ce terreau paranoïaque que, dès lors, on imagine les plus étonnants délires d'interprétation. « On nous cache tout, on nous dit rien », chantait Jacques Dutronc en 1966, sur des paroles du regretté Jacques Lanzmann. Quarante ans plus tard, rien n'a changé. Les théories conspirationnistes de toutes natures, historiques, politiques, philosophiques, sociologiques ou géostratégiques, se multiplient à l'infini et participent d'un brouillage global de l'information.

(…) Bref, les complots se portent bien. Et comme il n'est pas de complot sans secret, le romanesque n'est plus très loin. C'est ainsi qu'est née l'idée de ce recueil. Le principe en est simple. Dix-huit écrivains, jeunes débutants prometteurs ou romanciers confirmés, se sont vu proposer une « mission » : celle d'imaginer leurs propres explications à quelques complots célèbres, d'hier et d'aujourd'hui. Ils se sont amusés à s'emparer d'un complot illustre ou inédit, et en livrent une nouvelle version. L'ensemble n'offre ni plus ni moins qu'une relecture paranoïaque de l’Histoire. (…)  »
— Extraits de la préface

## Liste des nouvelles
Les résumés qui suivent indiquent les chutes et révélations finales des récits.

### Azimut 68
- Auteur : Jérôme Leroy
- Place dans l'anthologie : p. 13 à 24
- Thème de la nouvelle : les complots américains contre le Général de Gaulle
- Résumé : Les Américains n'ont jamais aimé le général de Gaulle, trop nationaliste, trop indépendant, pas assez manipulable, et ont toujours voulu l'éliminer, soit physiquement, soit symboliquement. Ainsi, l'OAS, c'était eux qui l'avait financée ; l'attentat du Petit-Clamart de 1962, c'était eux. En 1967, les chefs de la CIA chargent l'agent spécial Bill Spread de contacter et de soutenir un inconnu, Daniel Cohn-Bendit, dans son agitation contre les gaullistes : l'agitation doit atteindre son apogée au printemps 1968…

### On va marcher sur la Lune
- Auteur : Pierre Bordage
- Publication en recueil : Dernières nouvelles de la Terre... (2010)
- Place dans l'anthologie : p. 25 à 34
- Lien externe : « Publications de la nouvelle » sur le site NooSFere
- Thème de la nouvelle : Conquête de la Lune par les États-Unis
- Résumé : Le représentant de la Chine à l'ONU lance une « bombe » médiatique et politique : d'une part les États-Unis n'ont jamais réellement envoyé d'astronautes sur la Lune ; d'autre part les Chinois vont être les premiers à y envoyer des taïkonautes. Le premier humain à fouler le sol lunaire sera donc Chinois. Les Américains répliquent que l'on connaît depuis longtemps les théories du complot fumeuses qui promeuvent de telles théories idiotes, et que toutes les critiques ont été démontées scientifiquement. Le délégué chinois fait alors paraître devant l'assemblée générale des Nations unies un homme dénommé Richard Jenkin, qui déclare avoir été recruté par le FBI et la NASA à la fin des années 1960 pour réaliser des films montrant des astronautes américains marcher sur la Lune. Aujourd'hui, à plus de 80 ans, il souhaite se confesser et faire cesser ce mensonge éhonté : effectivement les Américains ne sont pas allés sur la Lune. Le scandale est énorme, et les autorités américaines peinent à se défendre. La dernière page du récit montre le délégué chinois être fier de lui : évidemment, les Américains sont allés sur la Lune, mais il est si facile, 45 ans après, de faire croire le contraire aux gens ! Les gens sont si naïfs, si crédules ! Une fois les Américains politiquement et symboliquement discrédités, il sera facile aux Chinois de faire croire à tout le monde qu'ils seront allés, eux, sur la Lune, alors que le programme de réalisation de films de propagande est déjà en cours de réalisation : ce que les Chinois ont faussement reproché aux Américains d'avoir fait, eux vont le faire sans remords !

### Une bombe nommée Marilyn
- Auteur : Olivier Delcroix[1]
- Place dans l'anthologie : p. 35 à 64
- Thèmes de la nouvelle : Marilyn Monroe et les essais nucléaires américains en 1962 (le titre de la nouvelle étant une référence à la bombe atomique)
- Résumé : Un photographe de mode qui a pris des photos de nu de Marilyn Monroë, avec son accord, et qui est tombé amoureux d'elle, découvre son journal intime peu après sa mort « par suicide ». Il apparaît que la célèbre actrice avait été irradiée par suite d'essais atomiques alors qu'elle tournait un film dans le Nevada, et qu'elle s'apprêtait à rendre publique cette information. Elle a donc été assassinée sur l'ordre de John Kennedy pour ces révélations. Le photographe est poursuivi par des tueurs de la Mafia qui souhaitent mettre la main sur ce journal intime afin de faire pression sur le président.

### Le téléphone pleure
- Auteur : Philippe Ségur
- Place dans l'anthologie : p. 65 à 79
- Résumé : Le narrateur du récit est le chanteur Claude François. Il est censé être mort accidentellement d'électrocution, dans un accident domestique survenu le 11 mars 1978 à l'âge de trente-neuf ans. Si tout le monde savait… En fait, cet « accident » n'en est pas un ; tout est organisé ; tout est planifié pour faire croire à tous, y compris aux membres de sa famille, la réalité de son décès. Deux motivations l'ont poussé à cette mystification : d'une part, des dettes colossales qui s'accumulent année après année, car il n'est pas simplement chanteur mais aussi dirigeant de sept sociétés qui sont toutes au bord de la faillite avec des dettes importantes ; d'autre part il a emprunté de fortes sommes d'argent à des mafieux new yorkais, qui depuis deux ans le menacent, commettent des actes graves d'intimidation et disent vouloir s'en prendre prochainement aux membres de sa famille. Alors, pour protéger ceux qu'il aime, il est contraint de quitter ce monde brutalement en faisant croire à son décès, et de refaire sa vie ailleurs, sous une autre identité.

### La Machination K. Dick
- Auteur : Michel de Pracontal
- Place dans l'anthologie : p. 81 à 106
- Résumé : Le récit est divisé en 13 sections, dont les 11 premières ont pour narrateur Philip Marlowe, détective privé. Les deux dernières sections sont racontées par un narrateur extérieur omniscient, qui explique la vérité des choses au lecteur. Quand le récit commence par la bouche de Marlowe, celui-ci est un détective privé chargé par un client de faire des recherches sur le roman Numik, censé avoir été rédigé par Philip K. Dick avant son décès. Marlowe est embarrassé ; il ne sait par quel bout commencer son enquête ; de surcroît il ne connaît rien à la science-fiction. Il demande à sa secrétaire, Phyllis, de lui organiser un rendez-vous avec la fille de l'auteur défunt, Lisa Dick. Il va en bas de la rue pour acheter le bouquin en question. Quand il revient à son bureau, Phyllis a disparu. Il ne retrouve d'elle que ses vêtements et un trousseau de clef. À partir de cet instant, Marlowe va vivre ce que vivent certains des « personnages dickiens » dans les romans du célèbre auteur : il ne va plus comprendre dans quel monde il évolue et qui il est réellement…

### Happy Birthday, Ground zero!
- Auteur : Johan Heliot
- Place dans l'anthologie : p. 107 à 123
- Résumé : Le récit débute le 1er septembre 2011 à New York : on est à 10 jours de la commémoration des attentats du 11 septembre 2001. Le jeune journaliste Hugo Greenback[2] est informé que les attentats du 11 septembre 2001 résultaient d'un vaste complot. Pour preuve, on va lui faire rencontrer l'acteur qui a joué le rôle d'Oussama Ben Laden en 2001 et dans les années qui ont suivi. La destruction des tours jumelles avait été l'œuvre d'une organisation occulte appelée « Les Parques ». Puis Hugo découvre qu'il s'agissait d'un complot d'extraterrestres qui voulaient intimider le président Bush. En effet, depuis 1947 et « l'Affaire de Roswell », les dirigeants américains savent que des extraterrestres sont sur Terre. Tous les présidents successifs étaient parvenus à garder le secret, et George W. Bush s'apprêtait à dire la vérité au peuple américain, ce que les aliens souhaitaient éviter. À la fin de la nouvelle, le jeune journaliste découvre que le secret occulté était encore plus terrible que ce qu'il croyait : les attentats du 11 septembre 2001 ne constituaient pas un avertissement, mais une répétition à petite échelle de ce qui devait survenir plus tard, en l'occurrence le 11 septembre 2011, dix ans après…

### Over the Rainbow
- Auteur : Claude Godfryd [3]
- Place dans l'anthologie : p. 125 à 148
- Remarque : la nouvelle évoque directement « l'Affaire du Rainbow Warrior » (1985) et le décès du photographe Fernando Pereira
- Résumé : En mai 1985, le président Mitterrand, faussement informé que Greenpeace voulait faire croire qu'elle avait prélevé de l’eau contenant des taux anormalement élevés de radioactivité près de l'atoll de Mururoa, lieu des essais atomiques français, ordonne de couler le navire de Greenpeace. En juillet de la même année, des agents de la DGSE sont envoyés en Nouvelle-Zélande à cet effet. Pendant ce temps, à bord du navire, la jeune et belle Eva, agent secret du KGB, rompt sa liaison avec Fernando Pereira après lui avoir révélé la vérité sur ce sujet. Informée de l'opération française, elle est en fait chargée de faire en sorte que Fernando décède dans l'attentat. On apprend à la fin de la nouvelle, d'une part qu'elle était espionne, aussi, au profit du MI6 britannique, et d'autre part que Fernando Pereira n'était pas mort en 1985 et qu'aujourd'hui, en 1992, il vient de se venger d'Eva en tuant son époux.

### La Diva et le Vatican
- Auteur : Nicolas d'Estienne d'Orves
- Place dans l'anthologie : p. 149 à 157
- Résumé : Le récit est composé de deux parties de tailles et d'intérêt différents. Dans la première partie, qui sert d'introduction, l'auteur évoque un enfant de 11 ans sous la coupe d'un diacre dévôt qui rêve d'un grand avenir dans l'institution catholique pour son fils Lucien. Dans la deuxième partie, Lucien, devenu adulte, est chargé par les services secrets du Vatican de tuer Maria Callas, « La Diva », car elle est la réincarnation d'un Démon mineur cité dans l'Ancien Testament. Obéissant aux ordres, il étrangle Maria Callas, et une fois celle-ci décédée, son cadavre se transforme en un monstre assez répugnant, ressemblant à un gros poisson mort.

### Sur les traces de Blanche-Neige
- Auteur : Chantal Pelletier
- Place dans l'anthologie : p. 159 à 174
- Résumé : Début du XXIe siècle. Christophe est un brillant étudiant français qui fait sa thèse en mathématiques. Il est homosexuel et a actuellement une liaison avec Karl : tous deux sont homosexuels, mais le père de Christophe est censé ne pas le savoir. Un jour, Christophe reçoit une série d'étranges messages, d'abord très courts, puis de plus en plus longs, émanant d'un(e) mystérieux/euse « Blanche Neige ». Il se demande qui peut être ce mystérieux personnage, avec qui il éprouve d'étranges affinités intellectuelles et beaucoup de sympathie. Un jour, après la lecture d'un nouveau message, il comprend que Blanche Neige n'est autre qu'Alan Turing, le « père intellectuel » de la science informatique. Ce savant n'était pas mort en 1954 comme tout le monde le croyait, mais avait simulé son décès. Il s'est caché dans les décennies suivantes, et n'est pas innocent dans la création et le développement de l'entreprise Apple à la fin des années 1970. Turing, sentant sa fin venir, voulait se trouver un « disciple » et a pensé l'avoir trouvé en la personne de Christophe. Néanmoins celui-ci est assassiné par son compagnon Karl, pour des motifs politiques (Karl est nazi).

### L'Ange de l'Alma
- Auteur : Erik Wietzel
- Place dans l'anthologie : p. 175 à 192
- Résumé : Dix ans après sa mort survenue le 31 août 1997, l'esprit de Lady Diana est réveillé par une médium, nommé Sarah Welty, qui lui fait part de ce qui a été fait et dit durant cette décennie, et qui lui révèle qu'elle a bien été assassinée dans le cadre d'un complot dont elle ignorait tout. Le mobile de cet assassinat n'était pas sa liaison récente avec Dodi Al Fayed, mais ses campagnes de lutte contre les mines anti-personnel ; il s'agissait d'un mobile financier.

### Tue-le pour moi!
- Auteur : Philippe Colin-Olivier
- Place dans l'anthologie : p. 193 à 215
- Résumé : Jackie Kennedy en a plus qu'assez des frasques sexuelles de son époux, le président John Kennedy. On ne compte plus ses maîtresses ! Un jour, chez un artiste, elle fait la rencontre d'un jeune homme sympathique et intelligent : il se nomme Lee Harvey Oswald. Elle aime bien son « côté canaille » et plutôt « je-m'en-foutiste ». Elle le revoit quelques jours après, puis encore une autre fois. Une liaison va se nouer entre eux deux, d'abord purement sexuelle, puis sentimentale. Concrètement, Jackie Kennedy et Oswald tombent amoureux l'un de l’autre. Quand elle parle de divorcer à John, celui-ci la menace : elle pourrait bien « avoir un accident de la route un de ces jours ». Elle s'en ouvre à Oswald, et lui promet que s'il parvient à tuer ou faire tuer John, elle partira vivre avec lui. Fou d'amour, Oswald lui demande quand il pourrait agir. Jackie lui répond que dans quelques semaines, à Dallas, les mesures de sécurité seront au minimum. C'est ainsi qu'Oswald décida de tuer le président.
- Lien interne : Assassinat de John F. Kennedy

### L'Affaire Tchang
- Auteur : Benoît Peeters
- Place dans l'anthologie : p. 217 à 228
- Remarque : La nouvelle concerne le personnage historique de Zhang Chongren, repris sous le nom de Tchang par Hergé dans les aventures de Tintin
- Résumé : Lorsqu'Hergé a mis en scène le personnage de Tchang Tchong Jen dans deux des aventures de Tintin, à savoir Le Lotus bleu et Tintin au Tibet, il avait la nostalgie de son camarade des années 1930, lorsqu'il créait sa série de bande dessinée. Hergé n'a jamais oublié Tchang, et au milieu des années 1970, apprenant que Tchang était devenu un sculpteur très reconnu en Chine, directeur de l'Académie de sculpture d'une grande ville, il n'a eu de cesse de tenter de revoir son vieux copain. La rencontre a finalement eu lieu en mars 1981. Ça, c'est l'histoire officielle, telle que tout le monde la connaît et la raconte. Et d'ailleurs elle est conforme à la réalité. Mais ce qu'on ne dit pas, c'est que le vrai Tchang était mort dès 1974 des suites de mauvais traitements. Les autorités chinoises ont souhaité éviter de communiquer sur le décès du sculpteur, de peur que cela n'avive le sentiment anti-chinois en Europe. Finalement, les Chinois ont décidé d'employer un faux Tchang, à qui ils ont inculqué quelques centaines de mots français et enseigné les relations anciennes de Tchang avec Hergé. Quand la rencontre a eu lieu entre les deux « amis » en 1981, les Chinois ont fait passer le faux Tchang pour le vrai. Et cela a réussi au-delà de toutes leurs espérances, puisque non seulement personne n'y a vu que du feu, y compris Hergé !, mais encore le faux Tchang est devenu un artiste invité à plusieurs reprises en France. Il a reçu une commande de Jack Lang, qui l'a présenté à François Mitterrand. C'est au cours de l'une de ses visites au palais de l'Élysée que le faux Tchang, devenu vrai espion chinois, a appris la vie cachée du président français. Transmettant des informations aux services secrets chinois, ces derniers ont « eu barre » sur le président Mitterrand, qui n'a jamais critiqué la Chine durant son second septennat (1988-1995), malgré les nombreuses et évidentes violations des droits de l'homme. Le récit se termine sur ces trois dernières phrases : « Comme tout ce qui, de près ou de loin, touche à l'œuvre de Georges Rémi dit Hergé, l'histoire du faux Tchang ne pouvait que finir par éclater au grand jour. Mieux valait que j'évoque, à ma façon, cette affaire tristement authentique. Je ne pouvais rêver d'un meilleur lieu, pour la dissimuler, que ce recueil de complots plus qu'à demi imaginaires. »

### Pas de couronne pour Jean-PaulIer
- Auteur : Guillaume Bouilleux
- Place dans l'anthologie : p. 229 à 250
- Résumé : Les dessous des assassinats de Jean-Paul Ier et de Lord Mountbatten en 1978 et 1979, ainsi que l'Attentat de Brighton le 12 octobre 1984.

### L'Homme de sucre
- Auteur : Rodolphe
- Place dans l'anthologie : p. 251 à 269
- Résumé : Elvis Presley n'est pas mort et vit retiré dans un ranch.

### L'Énigme Agatha Christie
- Auteur : François Rivière
- Place dans l'anthologie : p. 271 à 293
- Résumé : Dans l'histoire réelle, Agatha Christie a quitté son mari, sa famille et son domicile durant une dizaine de jours, fin novembre / début décembre 1926. Personne n'a jamais su les raisons de sa « fugue ». La nouvelle est composée de six sections, qui sont un commentaire personnel d'Agatha Christie sur les événements qu'elle a vécue durant les derniers mois, et d'un épilogue neutre et extérieur à la romancière. Dans sa narration, Agatha Christie expose comment, alors qu'elle était en voyage à Paris,  elle a d'abord fait connaissance, par le plus grand des hasards, d'une jeune femme nommée Miriam Dou, qui lui a proposé de traduire en français ses romans policiers. En quelques jours, cette jeune femme est devenue une amie d'Agatha. Quelque temps plus tard, de retour à Londres, Agatha a fait la connaissance avec un jeune homme beau comme un dieu, prénommé Siegfrid. Une liaison amoureuse s'est nouée entre eux, et l'homme lui a révélé qu'il travaillait pour les services secrets britanniques. Il avait initialement pour mission de suivre Miriam Dou à Paris, puis Agatha en Grande Bretagne, car Mme Dou est soupçonnée par le MI5 d'être une espionne française. C'est alors qu'il est tombé amoureux d'Agatha, lui dit-il. Il demande à Agatha, au nom du gouvernement britannique, de faire certaines choses à l'égard de Miriam Dou, et notamment de lui faire part de leurs entretiens et de tous documents qui viendraient à lui être transmis. Pendant plusieurs semaines, Agatha a joué à l'espionne, jusqu'à ce que son couple aille mal, et qu'elle voit Siegfrid en pleine discussion avec Miriam à quelques mètres d'elle. Que signifie tout cela ? L'épilogue montre Archibald Christie riant avec Siegfrid, et le lecteur devine qu'Agatha a été manipulée par son époux depuis le début…

### La Face cachée de l'Étoile noire
- Auteur : Benjamin Guérif et Julien Guérif
- Place dans l'anthologie : p. 295 à 329
- Résumé : Au milieu des années 1970, George Lucas ne sait pas comment « rebondir » après le semi-échec de son film THX 1138. Il reçoit la visite de deux Chinois, qui lui proposent, au nom de la paix entre les peuples, de promouvoir symboliquement au cinéma les forces progressistes. Il serait question de rebelles au grand cœur (les forces progressistes du Tiers-Monde) en lutte contre un Empire sinistre et despotique (l'Argent) et un terrible empereur de l'espace (le président des États-Unis). Pour cela, le jeune héros rebelle sera aidé par un père de substitution ressemblant à Karl Marx (Obi-Wan Kenobi) et par un vieux sage détenteur d'une Force mystérieuse, perdu au fond de sa forêt (Che Guevara)…

### Les Aventuriers du Temple de Jérusalem
- Auteur : Jacques de Saint Victor
- Place dans l'anthologie : p. 331 à 362
- Résumé : François est un jeune historien et épigraphiste français, spécialisé dans le Haut Moyen-Âge. Il est contacté par un marchand d'art qui lui révèle qu'il détient un parchemin rarissime qui indiquerait l'endroit où serait situé le trésor du Temple de Jérusalem, en l'occurrence en Calabre. Moyennant une récompense à obtenir une fois le trésor découvert, et avec des frais de déplacement entièrement payés, il propose à François d'aller en Calabre pour remettre le précieux parchemin à un spécialiste local. François accepte la mission. Il se rend en Calabre et y fait incidemment la connaissance d'une belle italienne prénommée Elena. Il ne tarde pas à se rendre compte qu'il est suivi. Après plusieurs aventures, il apprend avec stupéfaction que le parchemin convoyé ne contenait pas le lieu de la cachette du trésor du Temple de Jérusalem, mais plus simplement la situation d'un entrepôt secret de drogue appartenant à la Mafia. Il doit fuir la 'Ndrangheta avec Elena ; après une course poursuite, tous deux parviennent à rester en vie. Plusieurs mois après ces aventures mouvementées, il est de nouveau contacté par Elena qui lui propose un petit voyage ensemble, en Calabre, pour tenter de voir si par extraordinaire le trésor du Temple ne serait pas situé dans cette région italienne.

### Le Crépuscule des libraires
- Auteur : Bernard Werber
- Place dans l'anthologie : p. 365 à 378
- Résumé : Un vieux grand-père explique à ses petits-enfants comment était « le monde d'avant », à l'époque où il existait encore des objets appelés « livres ». Par suite d'une sorte de décadence morale et intellectuelle, le monde des lettres a été noyauté par de pseudo-intellectuels et critiques littéraires qui ont fait en sorte, en quelques décennies, d'affadir la littérature au point d'en dégoûter les lecteurs. Toujours plus de sexe, toujours moins d'intrigue, les romans sont devenus au fil du temps des moyens culturels de moins en moins intéressants, de moins en moins achetés. Désormais, on vit dans un monde sans livres, sans littérature, sans imaginaire, sans libraires. Quel dommage. Et dire que le mot « livre », si on lui change une lettre, devient « libre »…
- Remarque : Bernard Werber, dans la nouvelle, évoque l'ouvrage Contre l'imagination, écrit par Christophe Donner.

### Autres
- Dictionnaire des auteurs : p. 379 à 388
- Sommaire : p. 389-390